# Charles January
Charles January né le 1er février 1888 à Ferguson et mort le 26 avril 1970 à McAllen est un joueur de soccer américain.

## Biographie
Avec le Christian Brothers College High School (en), il participe au tournoi olympique de football de 1904, l'équipe remportant la médaille d'argent. Il joue avec ses deux frères John et Thomas, qui participent également au tournoi. Il joue demi avec son frère aîné John.
Après avoir quitté le monde du football, il s'essaie brièvement au baseball en ligue mineure. Plus tard, il décide de s'installer à McAllen, au Texas, où il devient entrepreneur. Dans les années 1910 et 1920, il est à la tête d'une mercerie tout en exerçant les fonctions de maître de poste de McAllen.
Pendant son séjour à McAllen, January fonde une famille et a une fille nommée Lois January, qui se lance dans une carrière d'actrice de cinéma. Elle obtient notamment un rôle dans le célèbre film Le Magicien d'Oz.
Dans les années 1930, Charles January déménage à Los Angeles pour soutenir la carrière cinématographique de sa fille. Pendant cette période, il travaille comme vendeur dans un magasin de vêtements pour dames.
Plus tard, il retourne à McAllen où il se lance dans l'immobilier avec succès.